# Metrosideros fulgens
Metrosideros fulgens is een soort klimplant uit de mirtefamilie (Myrtaceae). In het Engels wordt de soort scarlet rātā of rātā vine genoemd en in het Maori akatawhiwhi.
De soort is endemisch in Nieuw-Zeeland en komt voor in kust- en laaglandbossen op het Noordereiland, langs de westkust van het Zuidereiland en op de Driekoningeneilanden, gelegen ten noorden van Cape Reinga. 
... · 
M. albiflora · 
M. diffusa · 
M. excelsa (Pohutukawa) · 
M. fulgens · 
M. kermadecensis · 
M. perforata · 
M. polymorpha (Ohia lehua)
M. robusta (Noordelijke rata) · 
M. umbellata (Zuidelijke rata) · 
...